# Meioneta flandroyae
Meioneta flandroyae là một loài nhện trong họ Linyphiidae.
Loài này thuộc chi Meioneta. Meioneta flandroyae được Rudy Jocqué miêu tả năm 1985.